# Viviez-les-Albres
Ancienne commune de l'Aveyron, la commune de Viviez-les-Albres a existé de 1975 à 1978. Elle a été créée en 1975 par la fusion des communes des Albres et de Viviez. En 1978 elle a été supprimée et les deux communes constituantes ont été rétablies.